# حمض كربوكسيلي

بنية الحمض الكربوكسيلي

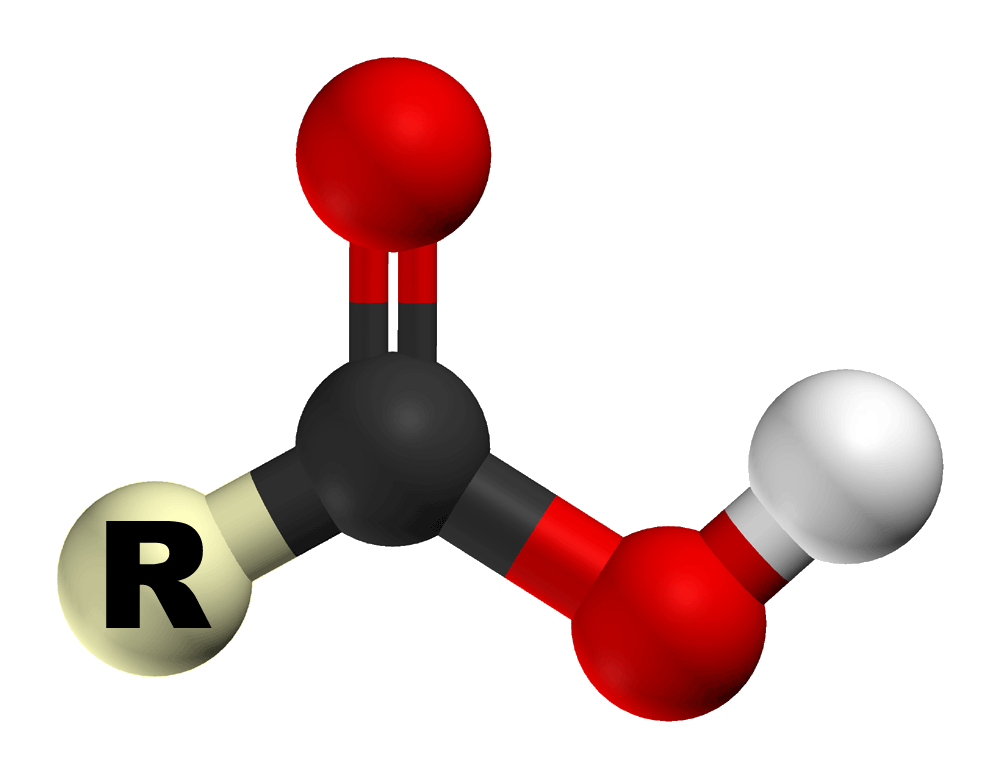
البنية ثلاثية الأبعاد للأحماض الكربوكسيلية

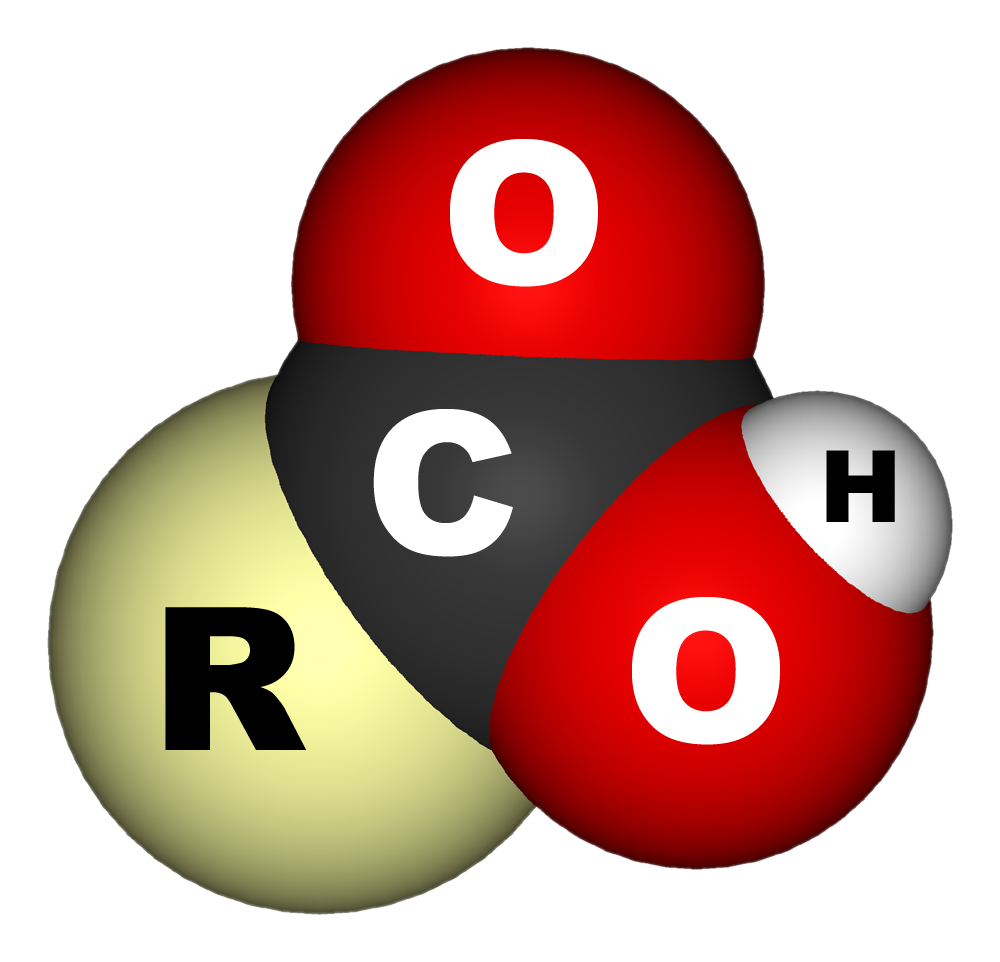
نموذج ممتليء للأحماض الكربوكسيلية

الأحماض الكربوكسيلية هي أحماض عضوية تصنف في ظل وجود مجموعة الكربوكسيل الوظيفية (COOH)، كما أنها تندرج تحت تصنيف العالمان (برونستد ولوري) للأحماض، حيث تقوم بمنح البروتون. صيغتها العامة هي R-COOH. حيث R مستبدل من الممكن أن تكون إما جذر ألكيلي أو ذرة هيدروجين، وهي منتشرة في الطبيعة بشكل كبير.

## الصفات الفيزيائية
- الأحماض الكربوكسيلية هي مركبات قطبية، بالتالي بإمكانها تكوين روابط هيدروجينية بين الجزيئات.
- في درجات الحرارة المرتفعة، تتواجد الأحماض الكربوكسيلة على شكل مركب مزدوج الصيغة الجزيئية.
- الأحماض الكربوكسيلية ذات الحجم الصغير (1 - 4 ذرات كربون) ذات قابلية الذوبان في الماء.
- بينما ذوات الحجم الأكبر (5 ذرات فأكثر) تقل قابلية الذوبان لديها، وهذا يعود إلى ازدياد عدد ذرات الكربون في المركب.
- وكما هو معلوم أن ذرات الكربون كارهة للماء، لذلك هي ميالة أكثر لأن تذوب في المحاليل الأقل قطبية كالإيثرات والكحول.
- فعليًا، تعتبر هذه المركبات أحماضا ً ضعيفة، أي أنها تتفكك وتتحلل جزئيا ً لتعطي H+ وRCOO− في المحاليل المائية.

## استقرارية الحمض
- بالنظر في التأثير الحثي، نجد أن تفسير حمضية الأحماض الكربوكسيلية يعود إلى ذرة الأكسجين ذات الكهروسلبية.
- والتي بدورها تقوم بتدمير السحابة الإلكترونية المحيطة على الرابطة O-H وبالتالي إضعافها.
- هذه الرابطة الضعيفة تجعل الجزيء أقل استقرارًا، كما تجعل ذرة الهيدروجين أقل استقرارًا وثباتيةً.
- وبالتالي يسهل تفكها ليعطينا بروتون موجب H+. (تعريف برونستد ولوري للمركبات الحمضية).
- وبما أن الحمض غير مستقر، هذا سيؤدي إلى أن الاتزان سيتجه لجهة اليمين أكثر.
- في حال إضافة ذرات أو مجموعات ذات كهروسلبية عالية للمركب مثل الكلور وذرة الهيدروكسيل، تزيد من الحامضية بالتأثير الحثي. على سبيل المثال، ثلاثي كلوروحمض الخل (3 ذرات كلور) أقوى حامضية من حمض اللبن (ذرة هيدروكسيل واحدة)، والذي بدوره يعتبر أقوى حامضية من حمض الخل

## استقرارية القاعدة المرافقة
- يمكن تفسير حمضية الأحماض الكربوكسيلية عن طريق التأثير الرنيني.
- فبعد تفكك الحمض الكربوكسيلي ينتج مركب ذات تأثير رنيني ثابت.
- بحيث يتم التشارك بالإشارة السالبة بين ذرتي الأكسجين.
- ويتواجد في الرابطة بين الكربون والأكسجين ما يعرف بـ (خصائص الرابطة المزدوجة).
- فبما أن القاعدة المرافقة مستقرة، إذن فإن سهم الاتزان الأعلى يميل إلى جهة اليمين من التفاعل.

## طرق تحضير وتصنيع هذه المركبات
يمكن تحضير هذه المركبات بعدة طرق، منها:
- أكسدة الكحول الأولية مع الألدهيدات بمؤكسدات قوية. مثل (كاشف تولن، برمنغنات البوتاسيوم).
- الأكسدة الكلية لذرة ألكيل مرتبطة مع حلقة بنزين. وذلك بغض النظر عن طول سلسلة ذرة الألكيل.
- تميؤ الاسترات أوالأميدات أو النترات بإضافة قاعدة أو حمض.
- تفاعل كاشف جرينيارد مع ثاني أكسيد الكربون (على الرغم من عدم انتشار هذه الطريقة تجاريًا).

## تفاعلاتها
البعض من تفاعلات الأحماض الكربوكسيلية:
- تتفاعل الأحماض الكربوكسيلية مع القواعد لتكون أملاح الحمض. بحيث يتم استبدال ذرة الهيدروجين المتواجدة على الرابطة O-H بمعدن.

```
CH3COOH + NaHCO3 → CH3COONa + CO2 + H2O
```

- كما تتفاعل مع الكحول والأمينات لتنتج الاسترات والأميدات.
- تفاعلات آرندت إيستيرت، حيث يتم إدخال مجموعة α – ميثيلين للحمض الكربوكسيلي.
- تفاعلات إعادة ترتيب كورتيس، تحول الحمض الكربوكسيلي إلى أيزوسيانيت.
- تفاعلات شميديت، تحول الأحماض الكربوكسيلية إلى أمينات.
- في تفاعلات هندسديكر، يتم انتزاع ذرة كربوكسيل.
- تفاعلات ديكون ويست، تحول الأحماض الأمينية إلى كيتون أمين مماثل.